# David Christopher Roth
David Christopher Roth (* 26. Oktober 1993 in Freiburg im Breisgau) ist ein österreichisch-deutscher Schauspieler.

## Leben
David Christopher Roth wurde während der Dreharbeiten der Fernsehserie „Air Albatros“ in Freiburg im Breisgau als Sohn des Schauspielerehepaars Wolf Roth und Barbara May geboren. Mit drei Jahren besuchte er die Danube International Elementary School Vienna und wechselte danach an das Schottengymnasium in Wien. 
Er wuchs in Hofstatt in der Marktgemeinde Maria-Anzbach auf. 
Nach der Unterstufe wechselte er ans Wycliffe College nach England, konnte jedoch nach einem Einstufungstest ein Schuljahr überspringen und absolvierte mit 17 Jahren seinen A-Level-Abschluss.
Im Anschluss begann er sein Schauspielstudium an der 1st filmacademy und schloss seine Ausbildung im Jahr 2013 ab. Nebenbei studierte er Politikwissenschaften.

## Filmografie (Auswahl)
- 2014: Vier Frauen und ein Todesfall (Fernsehserie, 6 Folgen)
- 2014: Die Detektive (Fernsehserie, Folge Wegen Todesfall geöffnet)
- 2015: Der Metzger muss nachsitzen
- 2015: Bystander Effect (Kurzfilm)
- 2015: SOKO Donau/SOKO Wien (Fernsehserie. Folge Becks Blues)
- 2015: Der Kriminalist (Fernsehserie, Folge Ihr letzter Hit)
- 2016: Ein Geheimnis im Dorf – Schwester und Bruder
- 2016: Berlin Station (Fernsehserie, Folge Unter Druck)
- 2016: Inga Lindström (Fernsehreihe, Folge Zurück ins Morgen)
- 2018: CopStories (Fernsehserie, Folge Alohool)
- 2018: Outlander (Fernsehserie, Folge Savages)
- 2022: SOKO Donau/SOKO Wien (Fernsehserie, Folge Grenzen)